# Centro Valle Intelvi
Centro Valle Intelvi (Center Vall d'Intelv in dialetto comasco) è un comune italiano sparso di 3 811 abitanti della provincia di Como in Lombardia, istituito il 1º gennaio 2018 dalla fusione dei comuni di Casasco d'Intelvi, Castiglione d'Intelvi e di San Fedele Intelvi, in Val d'Intelvi.

## Storia
Il 22 ottobre 2017 si tenne un referendum in tutti e 3 i comuni che diede esito positivo (1195 voti favorevoli e 455 contrari).
Istituito ufficialmente con Legge Regionale 11 dicembre 2017 n. 30, pubblicata sul Bollettino Ufficiale della Regione Lombardia n. 50, supplemento del 13 dicembre 2017, il nuovo comune è operativo dal 1º gennaio 2018.

### Simboli
Lo stemma, il gonfalone e la bandiera del comune di Centro Valle Intelvi sono stati concessi con decreto del presidente della Repubblica dell'8 luglio 2021.
Stemma
(D.P.R. 08/07/2021)
Poco dopo la sua costituzione, ad agosto 2020, in piena epoca pandemica, è stato affidato a Carletto Genovese il compito di ideare un nuovo emblema araldico comunale che potesse raccogliere l'eredità dei tre stemmi pre-esistenti, e dare rappresentanza alla nuova comunità.
L'araldista comasco ha così ideato uno stemma che ha cercato di unire l'essenza delle tre insegne precedenti — come da egli stesso scritto sul portale Araldica Civica nella presentazione della nuova insegna —, uno stemma in cui «gli elementi principali provengono dagli stemmi dei tre ex comuni».
Il castello vuole ricordare le precedenti amministrazioni comunali, in particolare le fortificazioni di San Fedele e Castiglione, il cui nome di per sé allude al castrum di Montronio.
Il lupo richiama la leggenda di Casasco d'Intelvi. Non è passante per esigenza araldica, ma rapace, in piedi sulle zampe posteriori. È impreziosito, come vuole l'araldica, negli attributi propri — unghie, lingua e occhi — dallo smalto di rosso.
Il leone è l'animale presente nello stemma di Castiglione. Ricorda la storia, le famiglie feudali che tennero l’intera Valle, i Rusca, i Marliani e i Riva Andreotti. Negli stemmi di queste famiglie è presente un leone.
L'azzurro del fondo rievoca la Valle d'Intelvi, il cielo e il clima salubre. Lo stesso dicasi per la pezza araldica della campagna sulla quale si fonda il castello.
La gemella ondata allude all'etimologia della Valle d’Intelvi (Valle tra i due fiumi, il Telo).
Le tre stelle d’oro, di cinque raggi, disposte nella parte alta dello scudo, in capo, ricordano i tre nuclei cittadini che si sono fusi e che hanno dato vita alla nuova realtà amministrativa.
Gonfalone
Il gonfalone è un drappo di bianco bordato di azzurro.
Bandiera
La bandiera è un drappo di bianco bordato d'azzurro.

Vecchio logo usato transitoriamente dal Comune prima dell'approvazione dello stemma ufficiale

Nel periodo di transizione, il Comune di Centro Valle Intelvi ha usato un logo creato durante la campagna per la fusione (2017), che è stato utilizzato provvisoriamente.

## Società

### Evoluzione demografica
Abitanti censiti

## Geografia antropica
Il comune di Centro Valle Intelvi comprende i centri abitati di Casasco d'Intelvi, Castiglione d'Intelvi, San Fedele Intelvi e le località di Colli Fioriti, Erbonne, Orimento, Selve.